# Rio Pardo (Rio Grande do Sul)
Pour les articles homonymes, voir Rio Pardo (homonymie).
Le rio Pardo est un cours d'eau brésilien de l'État du Rio Grande do Sul, affluent de la rive gauche du rio Jacuí.

## Géographie
De 250 km de longueur, son bassin versant est de 3 637 km2.

## Affluent
- Rio Pardinho